# 谢切诺夫环形山

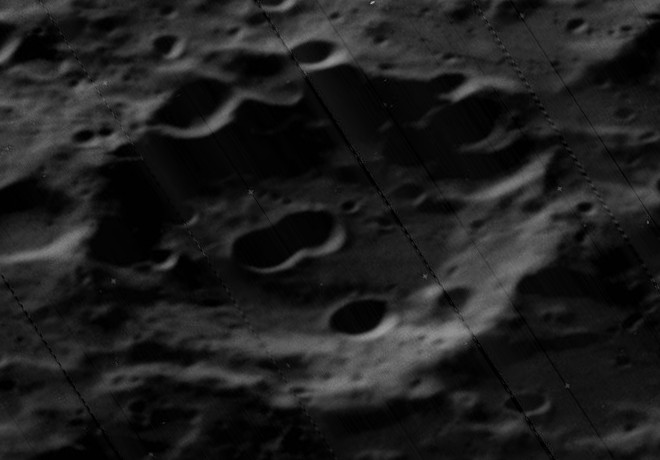
月球轨道器5号拍摄的斜视图

谢切诺夫环形山(Sechenov)是月球背面赤道区一座古老的大撞击坑，约形成于雨海纪期，其名称取自俄罗斯生理学家伊万·米哈伊洛维奇·谢切诺夫(1829年–1905年)，1970年被国际天文联合会正式批准接受。

## 描述
该陨坑坐落在巨大的赫茨普龙环壁平原西南，西北偏西毗邻季米里亚泽夫环形山、东北靠近瓦维洛夫环形山、万户环形山位于它的东南、东南偏南是帕申环形山、西南横亘着梅契尼科夫环形山。
谢切诺夫环形山的中心月面坐标为6°58′S 143°05′W / 6.97°S 143.09°W，直径63.8公里，深度2.73公里。
该陨坑外观呈多边形状且已明显受损。坑壁因撞击而趋平缓，环边缘尤其是北部重叠着各种大小不一的撞击坑；内侧壁坡面宽窄不匀，坑壁平均高出周边地形1240米，坑内容积3513.28公里3。碗状的坑底崎岖不平，仅东北部一小块区域较为平坦；坑内中心处坐落着一对重合的小陨坑，靠东侧内壁附近还有一座小陨坑。陨坑北面分布着一条谢切诺夫链坑，它产生于瓦维洛夫环形山形成时的二次撞击。
环形山所位于的区域覆盖着东北赫茨普龙环形山，也可以是东海盆地形成时溅射的喷发物。

## 卫星陨石坑
按惯例，最靠近谢切诺夫环形山的卫星坑在月图上以字母标注在该坑中心点的旁边。

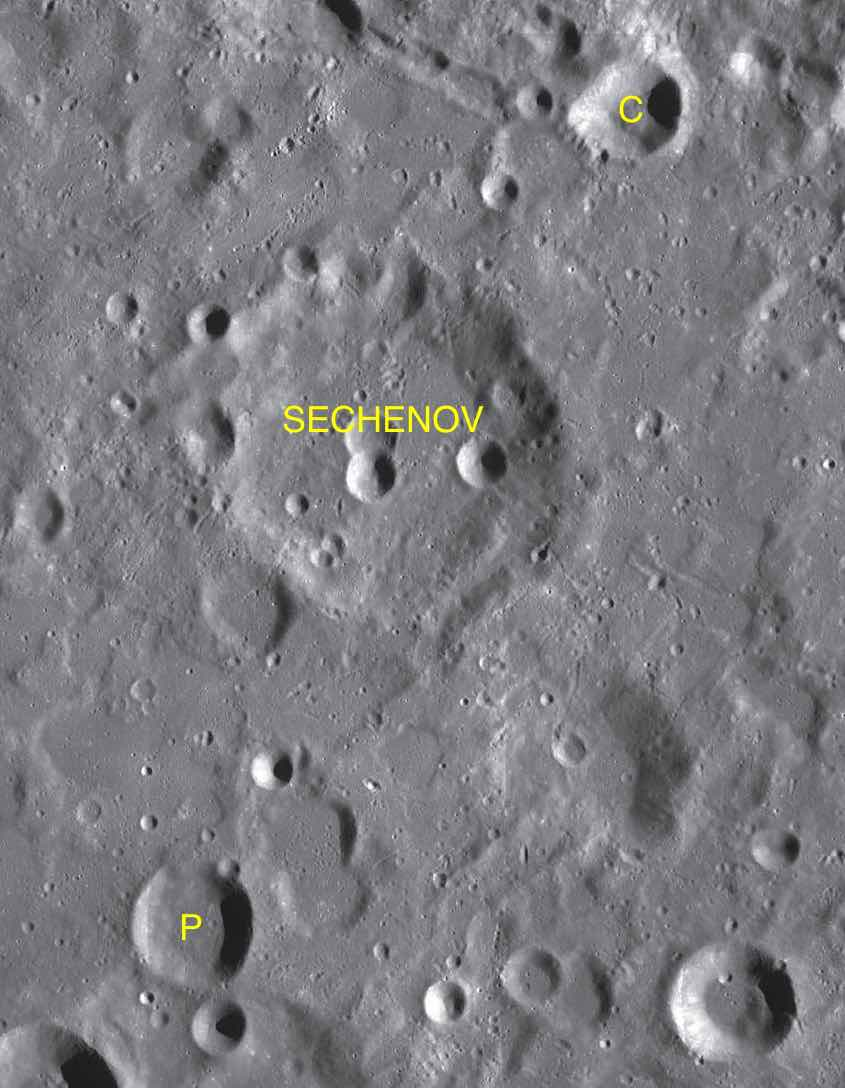
LAC-88 月图

| 谢切诺夫 | 纬度   | 经度     | 直径    |
| -------- | ------ | -------- | ------- |
| C        | 5.2° S | 141.3° W | 19 公里 |
| P        | 9.8° S | 143.8° W | 23 公里 |

## 外链链接
- 月球数码摄影图集.（页面存档备份，存于）
- 维基月球在线解说-谢切诺夫环形山.（页面存档备份，存于）
- Andersson, L.E., and E.A. Whitaker, 美国宇航局月球地名目录, 美国宇航局参考出版物1097, 1982年10月.（页面存档备份，存于）